# Disneyland Paris
Disneyland Paris (do roku 1994 Euro Disney Resort) je rekreační oblast ve Francii, provozovaná společností Euro Disney S.C.A. Rozkládá se 32 km východně od Paříže v oblasti Marne-la-Vallée na ploše 1943 ha. Byla otevřena 12. dubna 1992 po čtyřech letech stavebních prací. Výstavba stála 22 miliard franků, celkové investice včetně dalších staveb činily ve fiskálním roce 2009 4,523 miliardy €. Dnes se skládá ze dvou tematických parků Disneyland Park (1992) a Walt Disney Studios Park (2002), zábavního centra Disney Village, golfového hřiště Golf Disneyland, několika hotelů a obytné a nákupní čtvrti. Celý areál zaměstnává v průměru 12 200 osob, ve fiskálním roce 2012 jej navštívilo 16 miliónů návštěvníků.

## Historie

### Výběr lokality a státní podpora
Historie areálu začíná v 80. letech 20. století. Po úspěchu Disneylandu v Tokiu, otevřeného v roce 1983, se společnost Walt Disney Productions rozhodla otevřít další park v Evropě. V prvním kole výběru bylo posuzováno přes 1200 lokalit v západní Evropě, konkrétně v Portugalsku, Německu, Velké Británii, Itálii, Španělsku a Francii. Výběr byl postupně zužován, až v něm v březnu 1985 zůstaly jen dvě země: Španělsko a Francie. V tomto užším výběru figuroval např. jihofrancouzský Toulon (vyřazen pro nevhodné geologické podloží) nebo španělské Alicante, které bylo vyřazeno pro každoroční výskyt silných mistrálů. Obě země o investici usilovaly a nabízely daňové úlevy, zajištění dopravní infrastruktury nebo pozemky zdarma. Nakonec Walt Disney Productions oznámila 12. srpna 1985 rozhodnutí postavit Euro Disney Resort v lokalitě Marne-la-Vallée. Čtyři měsíce po tomto oznámení, 15. prosince 1985, podepsali CEO Walt Disney Company Michael Eisner a tehdejší francouzský premiér Laurent Fabius předběžnou smlouvu o výstavbě Euro Disney Resort.
Pokračující jednání se zadrhla 16. března 1986, pouhé dva dny před plánovaným podpisem konečné smlouvy. Socialistická strana premiéra Fabia sice v parlamentních volbách zvítězila, ale vládu sestavila pravicová koalice a premiérem se stal Jacques Chirac. Chirac byl sice zástupcem opačného politického křídla, ale i on projekt podporoval. Konečnou smlouvu tak Chirac s Eisnerem podepsali 24. března 1987.
Mezi argumenty pro výběr Marne-la-Vallée je uváděna blízkost Paříže coby další turistické atrakce, nebo dobré dopravní spojení. Podle analýz mělo 50 miliónů Evropanů park ve vzdálenosti do 2 hodin jízdy autem; pro dalších 310 miliónů měl být dosažitelný dvouhodinovým letem. Po dobudování Eurotunelu v roce 1994 navíc park získal rychlé (cca 2,5 hodiny jízdy) železniční spojení s Londýnem. Naopak teplé podnebí, jedna z hlavních výhod Španělska, nakonec nebylo považováno za nezbytné – údajně díky zkušenosti z Tokia.
Podpora projektu od francouzské vlády zahrnovala úvěr se zvýhodněným úrokem, prodej 1 943 hektarů pozemků za cenu zemědělské půdy a předkupní právo na další přibližně 4 000 hektarů. Navíc se vláda zavázala prodloužit příměstskou linku RER A, a do roku 1994 zprovoznit úsek LGV Interconnexion Est spojující tratě LGV Nord a LGV Sud-Est. Vláda také financovala potřebné inženýrské sítě. Odvod DPH z prodeje vstupenek byl snížen ze standardních 18,6% na 7%. Výměnou za to očekávala vláda vznik 30 000 pracovních míst ve stavebnictví, 12 000 pracovních míst v samotném parku a dalších 30 000 v navazujících oblastech.

### Reakce na projekt
Plány na výstavbu bylo zasaženo pět okolních vesnic: Bailly-Romainvilliers, Chessy, Coupvray, Magny-le-Hongre a Serris. Francouzská vláda s obyvateli projekt nekonzultovala, navíc po jeho schválení začala vyžadovat plnou spolupráci, a k zajištění pozemků použila i zákon o vyvlastnění ve veřejném zájmu. V oblasti Marne-la-Vallée docházelo k demonstracím a dalším projevům nesouhlasu (plakáty, graffiti). Starostové zasažených obcí zaujali realistický přístup – starosta Bailly-Romainvilliers prohlásil „Snažíme se o maximální zisk z této operace, která tak jako tak proběhne“. Obyvatelé založili občanské sdružení, které měla zastupovat jejich zájmy. Mezi jeho cíle patřilo zajistit rekvalifikaci pro ty, kdo vinou výstavby ztratí práci, a zabránit tomu, aby byl rozvoj infrastruktury financován zvýšením daní. Další skupinou, která organizovaně vyjadřovala nesouhlas, byl Snelac, sdružení francouzských zábavních parků. Ten se obával, že Euro Disney zničí tradiční poutě a ohrozí francouzské zábavní parky.
Nesouhlasné články v médiích vyjadřovaly vesměs obavu z ohrožení francouzské kultury a národní identity. Autoři označovali park za kýč nebo „kulturní Černobyl“, a mluvili o „Coca-Colonizaci“ francouzské krajiny. Zastánci opačných názorů argumentovali, že cílem parku je pouze zábava, a že francouzská kultura není tak křehká, aby ji zničil jediný zábavní park.
Průzkum veřejného mínění v oblasti Île-de-France ukázal, že 86% obyvatel s výstavbou parku souhlasí.

### Výstavba
Stavební práce byly zahájeny v srpnu 1988. 6. prosince 1990 bylo otevřeno informační středisko Espace Euro Disneyland, které na modelech a nákresech představovalo budoucí park. Po třech letech prací, v říjnu 1991, byla odhalena dominanta parku, zámek Šípkové Růženky. 1. dubna 1992, necelé dva týdny před otevřením, byla uvedena do provozu železniční stanice Marne-la-Vallée Chessy.

### Očekávání před otevřením
Podle analýz TWDC se roční návštěvnost měla pohybovat mezi 12 a 18 milióny lidí. Po pádu železné opony v roce 1989 se odhady ještě zvýšily o další dva milióny lidí z východní Evropy. Další výpočet upozornil, že pokud by Evropané navštěvovali Disneyland ve stejném poměru k počtu obyvatel jako v USA, dosáhla by roční návštěvnost až 60 miliónů lidí – tj. v průměru přes 160 000 denně. Denní kapacita parku byla přitom projektována na 50 000 návštěvníků. Tyto předpovědi tak vedly k tomu, že Disney přijal několik opatření ke zvýšení kapacity. Oznámil záměr postavit nové atrakce, které měly kapacitu parku zvýšit asi o 15 %. Také rozhodl o rok až dva uspíšit otevření druhého parku, Disney-MGM Studios Europe, původně plánované na rok 1996.
Dalším opatřením byla připravená hlášení v metru a v rádiu, která by informovala veřejnost že kapacita parku je naplněna.

### Slavnostní otevření
V předvečer slavnostního otevření, 11. dubna 1992, byl vysílán speciální televizní pořad, kombinující živé vstupy z parku s předtočenými záběry, které představovaly jednotlivé části parku a atrakce. Pořad vysílalo několik evropských televizí (např. RAI, TF-1, ARD), a celkem se vysílal v 22 zemích světa. V pořadu (a zároveň v parku) vystoupili např. Gipsy Kings, Cher, José Carreras nebo Tina Turner. Roy Disney promluvil z archivního klipu, který byl natáčen ve francouzské vesnici Isigny-sur-Mer, odkud rodina Disney pochází. Příjmení „Disney“ vzniklo zkomolením výrazu „d'Isigny“, tedy „z Isigny“.
12. dubna 1992 se park otevřel pro veřejnost. Navzdory očekáváním (policie se připravovala až na 90 000 automobilů) nedošlo k velkému náporu. První den park navštívilo asi 20 000 lidí (tehdejší denní kapacita byla 50 000). K nízké návštěvnosti přispěla i jednodenní stávka zaměstnanců železnic, která vyřadila z provozu linku RER.

### První rok
Po otevření parku se v tisku objevily rozpaky nad mnohonárodním charakterem parku, a pochyby zda zvládne uspokojit návštěvníky mnoha národností a věkových skupin. Další kritika přišla na adresu zaměstnanců, kteří sice jsou „většinou milí“, ale v porovnání s pracovníky amerických parků nebyl jejich přístup tak vstřícný a zaměřený na zákazníka. Tato kritika byla částečně oprávněná – vyskytly se případy herců v kostýmech, kteří se odmítali nechat vyfotografovat s dětmi, nebo uvaděčů, kteří „soukromě“ vybírali dodatečné vstupné na atrakce. Během prvního roku tak z resortu odešlo asi tisíc zaměstnanců, z toho jen asi polovina dobrovolně.
Během léta 1992 se začaly šířit zprávy o tom, že návštěvnost parku zaostává za očekáváním. Euro Disney ve snaze zabránit fámám zveřejnil návštěvnost za prvních sedm týdnů - 1,5 milionu návštěvníků, tj. asi 30 000 denně. Za celý rok by toto číslo znamenalo návštěvnost kolem 11 milionů; média však okamžitě upozornila, že jde o údaj ze silné letní sezóny. Aby byl vyrovnán očekávaný pokles v zimních měsících, musela by průměrná návštěvnost v létě přesahovat 40 000. Zveřejněné údaje tak byly prohlášeny za zklamání.
Společnost následně oznámila další opatření, která měla zajistit budoucí úspěch. Plán na otevření druhého parku, Disney-MGM Studios Europe, byl z roku 1995 odložen na neurčito. Ve snaze motivovat návštěvníky k přenocování namísto jednodenních výletů klesly ceny v některých hotelech. V červenci park oznámil, že ke konci fiskálního roku (30. září) vykáže ztrátu. Zároveň byla aktualizována návštěvnost - 3,5 milionu lidí mezi 12. dubnem a 22. červencem, tedy asi 35 600 denně.

### Další rozvoj a současnost
Rok 1994 přinesl přejmenování z Euro Disneyland na Disneyland Paris a rozšíření nádraží o vlaky TGV. Během následujících let přibylo do Disneyland parku několik atrakcí, zejména dvě nové horské dráhy (Indiana Jones a Space Mountain).
27. prosince 1999 byl park poprvé ve své historii na celý den uzavřen poté, co jej předchozího dne zasáhl orkán Lothar.
Událostí roku 2002 bylo otevření nového parku Walt Disney Studios. V Disneyland Parku se v letech 2000–2006 prostřídalo hned několik atrakcí. Le Visonarium nahradil Buzz Lightyear Laser Blast, a Discoveryland tak ztratil kus ze své verneovské atmosféry. Indiana Jones jezdil od roku 2000 čelem vzad, ale po čtyřech letech se vrátil do normálu. A konečně Space Mountain byla po deseti letech přebudována na Mission 2.
Do Walt Disney Studios přibyl v roce 2007 Crush's Coaster a Twilight Zone: Tower of Terror. V roce 2008 celý areál přivítal 200-miliontého návštěvníka. Studia se dočkala posil v roce 2010, kdy byla otevřena část Toy Story Playland a v ní hned několik atrakcí inspirovaných Příběhem hraček. Také byl toho roku na dalších pět let vzkříšen Captain EO.
Rok 2012 se nesl ve znamení oslav 20. výročí, k němuž vznikla noční show Disney Dreams!. V červenci 2014 byla otevřena zatím poslední velká atrakce Walt Disney Studios – Ratatouille.
V reakci na teroristické útoky v Paříži byl poprvé uzavřen park Walt Disney Studios a podruhé Disneyland Park, tentokrát na čtyři dny od 14. do 17. listopadu 2015.

## Disneyland Park

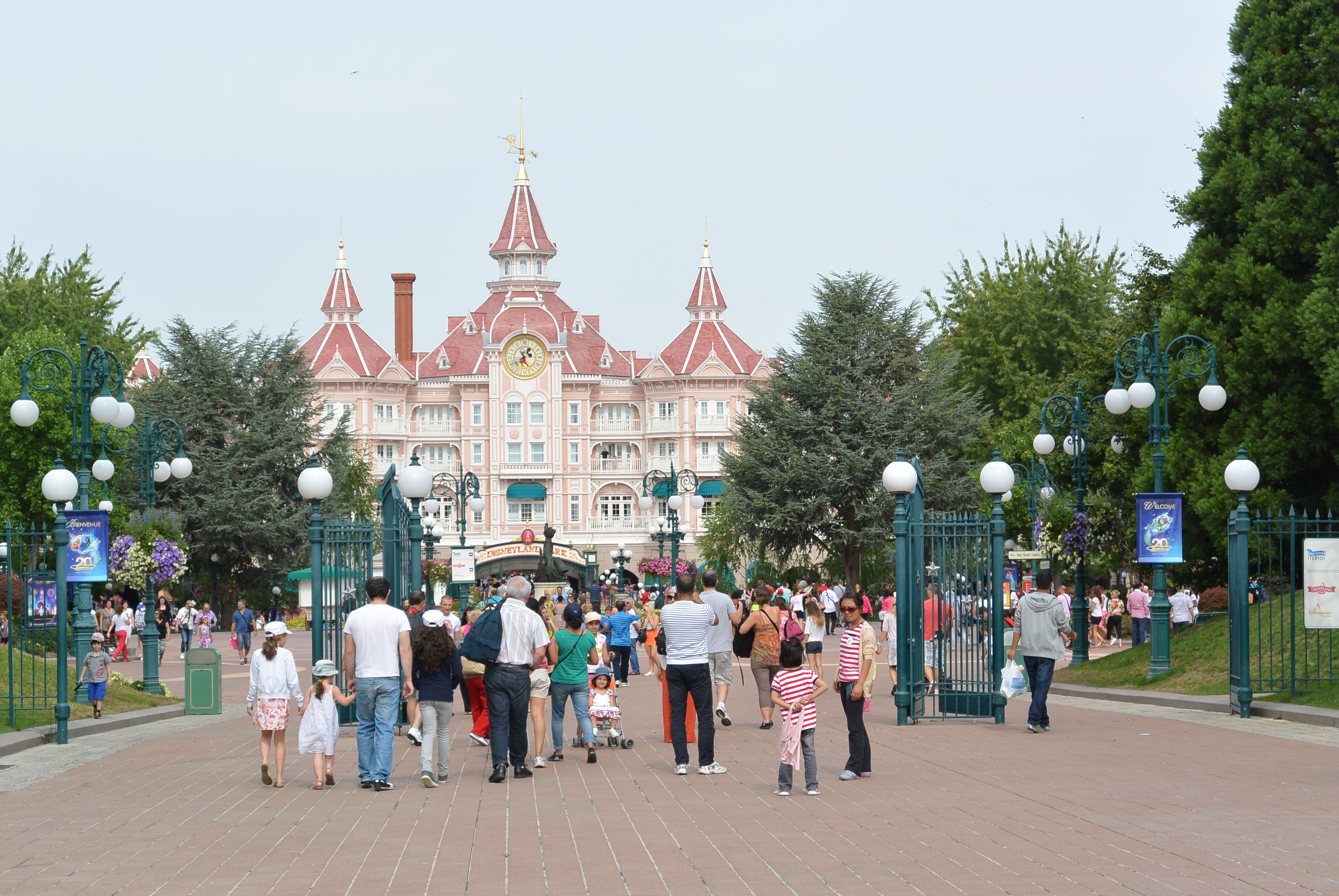
Vstup do Disneyland Parku

Disneyland Park (do roku 1994 EuroDisney, pak do roku 2002 Disneyland Paris) je nejstarší park v Disneyland Paris, otevřený 12. dubna 1992. Podle vzoru z amerických Disneylandů se dělí na pět tematických částí, které jsou soustředěny kolem zámku, který je symbolem parku.
- Main Street USA, úvodní část parku, se stavbami ve stylu přelomu 19. a 20. století.
- Frontierland, oblast ve stylu Divokého západu.
- Adventureland, exotická oblast imitující džungli.
- Fantasyland, země pohádek a dětských příběhů.
- Discoveryland s retrofuturistickými stavbami a vizemi budoucnosti včetně letů do vesmíru.

Park obsahuje několik desítek atrakcí, včetně tří horských drah. Podle atrakce Piráti z Karibiku byla natočena stejnojmenná filmová série.

## Walt Disney Studios Park
Walt Disney Studios Park byl otevřen v roce 2002. Je vklíněn mezi Disneyland Park a železniční trať, vstupní brána se nachází naproti nádraží. Až do rozšíření o Toy Story Playland v roce 2010 byly tématem celého parku filmy a filmová studia. Budovy parku jsou stylizovány do podoby filmových ateliérů, na ulicích stojí filmové vybavení a různé dekorace. Kromě atrakcí park nabízí několik představení – film, černé divadlo či vystoupení automobilových kaskadérů.

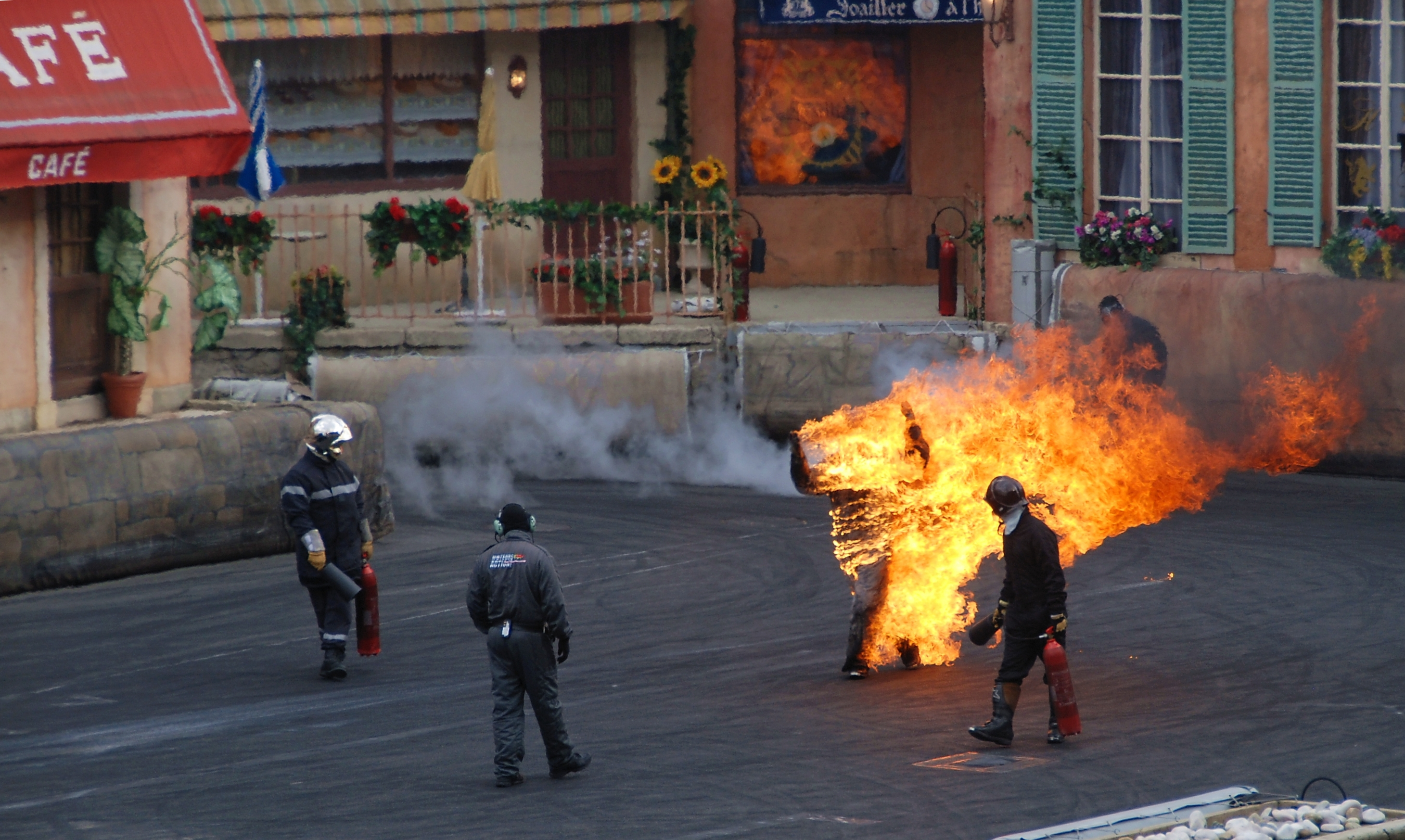
Kaskadéři v Moteurs... Action!

### Představení
- Animagique – černé divadlo, ve kterém jsou použity známé melodie z Disneyho filmů.
- Playhouse Disney – loutkové divadlo podle seriálů z televizního kanálu Disney Junior.
- Stitch Live – představení/projekce Stitche který během představení komunikuje s dětmi v sále.
- Moteurs... Action! Stunt Show – kaskadérské představení, ve kterém vystupuje Blesk McQueen a v roce 2012 zde vystupoval i hlavní představitel filmu Taxi Samy Naceri.
- Cinemagique – Filmovo-divadelní představení, ve kterém se hrdina dostane z pódia do filmu. Postupně se objevuje ve známých filmových scénách od němého filmu až do současnosti.

### Atrakce
- Hollywood Tower of Terror na motivy jednoho z dílů seriálu Twiglight Zone. Dostanete se do šeré zóny. Po zásahu bleskem se vypaříte ze sedačky (zmizí váš obraz v zrcadle) a přitom zažijete hyperbolický pád ve výtahové kabině. Budete akcelerováni směrem nahoru, ale před dosažením vrcholu se motor vypne, projedete 3 patra jen setrvačností a bez zastavení přejdete do volného pádu.
- Crush's Coaster – horská dráha typu mad mouse s 3D projekcí z filmu Hledá se Nemo.
- Rock'n Roller Coaster – magneticky urychlená horská dráha. Před nástupem návštěvníky uvítá v krátké videosekvenci skupina Aerosmith, jejíž název je i v podtitulu atrakce. Podobně jako u Space Mountain je celá dráha uvnitř budovy, s umělým osvětlením.
- Studio Tram Tour – jízda po areálu filmových studií. Na několika místech vláček zastavuje a proběhne ukázka filmových efektů.
- Armageddon: les Effets Spéciaux – další ukázka filmových zvláštních efektů, tentokrát na motivy filmu Armageddon. Ve vesmírné lodi zažijete průlet rojem meteoritů.
- Flying Carpets over Agrabah – atrakce, která by tematicky patřila spíše do Adventurelandu. Další variace létajících labutí.
- Ratatouille: The Adventure – nejnovější atrakce Walt Disney Studios, a jubilejní 60. atrakce[18] v celém resortu. Byla otevřena v roce 2014, a její předlohou je film Ratatouille.
- Cars Quatre Roues Rallye – jízda na otáčivém povrchu v autech z filmu Auta.

V roce 2010 byla otevřena podoblast Toy Story Playland. Jejím námětem je filmová série Příběh hraček.
- RC Racer – dráha tvaru U
- Slinky Dog Zigzag Spin – atrakce podobná zvonkové dráze
- Toy Soldiers Parachute Drop – návštěvníci jsou vytaženi do výšky a pak spuštěni dolů, v nápodobě seskoku padákem.

Dále v parku najdete kulisy z filmů Zpívání v dešti, Monsters inc., Dinotopia nebo Armageddon.

## Disney Village

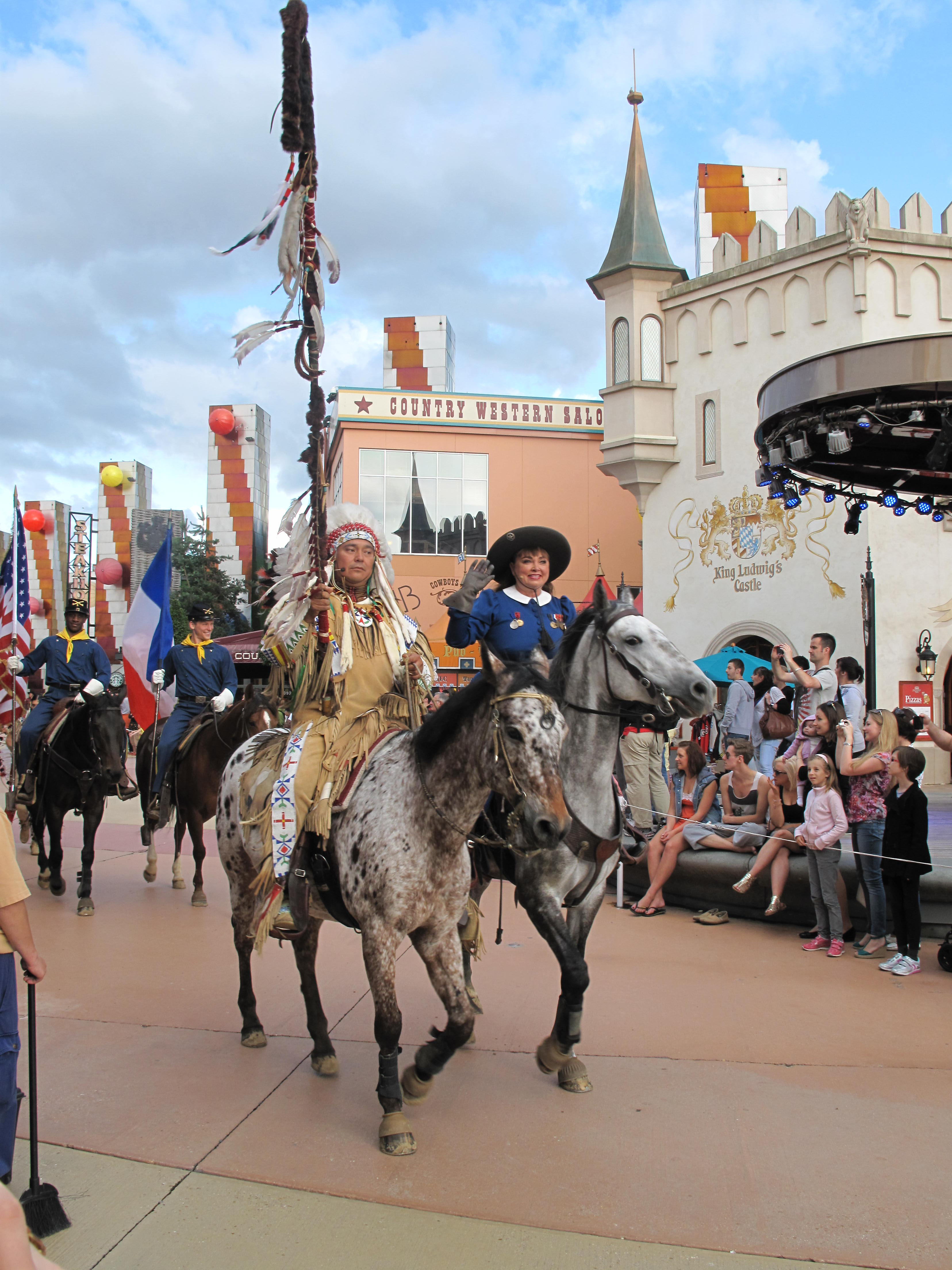
Sedící Býk a Annie Oakley

„Vesnice Disney“ tvoří se svými obchody, restauracemi, nočními kluby a multikinem s promítáním ve 3D samostatný celek, který zůstává otevřený i po uzavření parků. Je veřejně přístupný (bez vstupného). Hlavní vstup je poblíž nádraží a Walt Disney Studios. Opačný konec „ulice“ ústí u Lake Disney, poblíž hotelu New York. V areálu je i centrum bowlingu a videoher. Na rozdíl od restaurací v parku, které jsou všechny tematické, je v Disney Village několik restaurací z řetězců „vnějšího světa“ – např. McDonalds, Earl of Sandwich, Five Guys nebo Planet Hollywood

### Buffalo Bill's Wild West Dinner Show
Představení ve westernovém stylu, během kterého je podávána večeře. V aréně vystupují jezdci na koních, indiáni či bizoni. V programu se objevují postavy Buffalo Billa, Sedicího býka a Annie Oakley.

### Panoramagique
Upoutaný balón s kapacitou 30 pasažérů, který stoupá do výšky až 100 metrů.

## Hotely

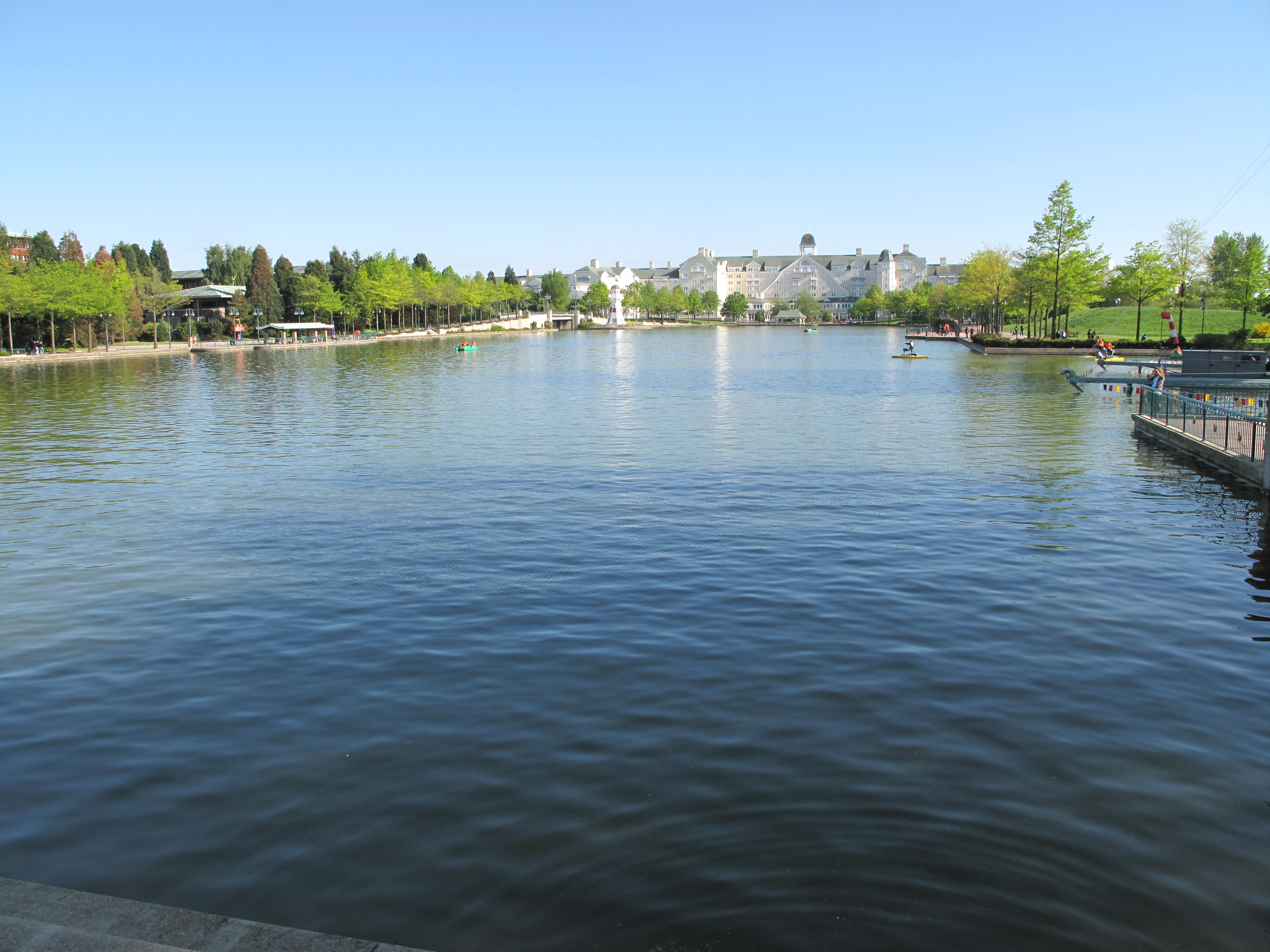
Lake Disney, v pozadí Newport Bay, vlevo Sequoia Lodge

Součástí areálu Disneylandu je šest Disney hotelů různých cenových hladin.
| Hotel            | Téma                      | Poloha                           | Cenová hladina |
| ---------------- | ------------------------- | -------------------------------- | -------------- |
| Disneyland Hotel | Viktoriánská architektura | Nad vchodem do parku Disneyland  | $$$            |
| Hotel New York   | New York a mrakodrapy     | Za Disney Village, u Lake Disney | $$$            |
| Sequoia Lodge    | Národní parky USA         | U Lake Disney                    | $$             |
| Newport Bay Club | Pobřeží Nové Anglie       | U Lake Disney                    | $$             |
| Cheyenne         | Divoký západ              | Za hotelem New York              | $              |
| Santa Fe         | Nové Mexiko a film Auta   | Za Sequoia Lodge                 | $              |

## Golf Disneyland
Golfový areál je od parku vzdálený několik minut jízdy autem. Jedná se o 27 jamkové hřiště.

## Dopravní spojení

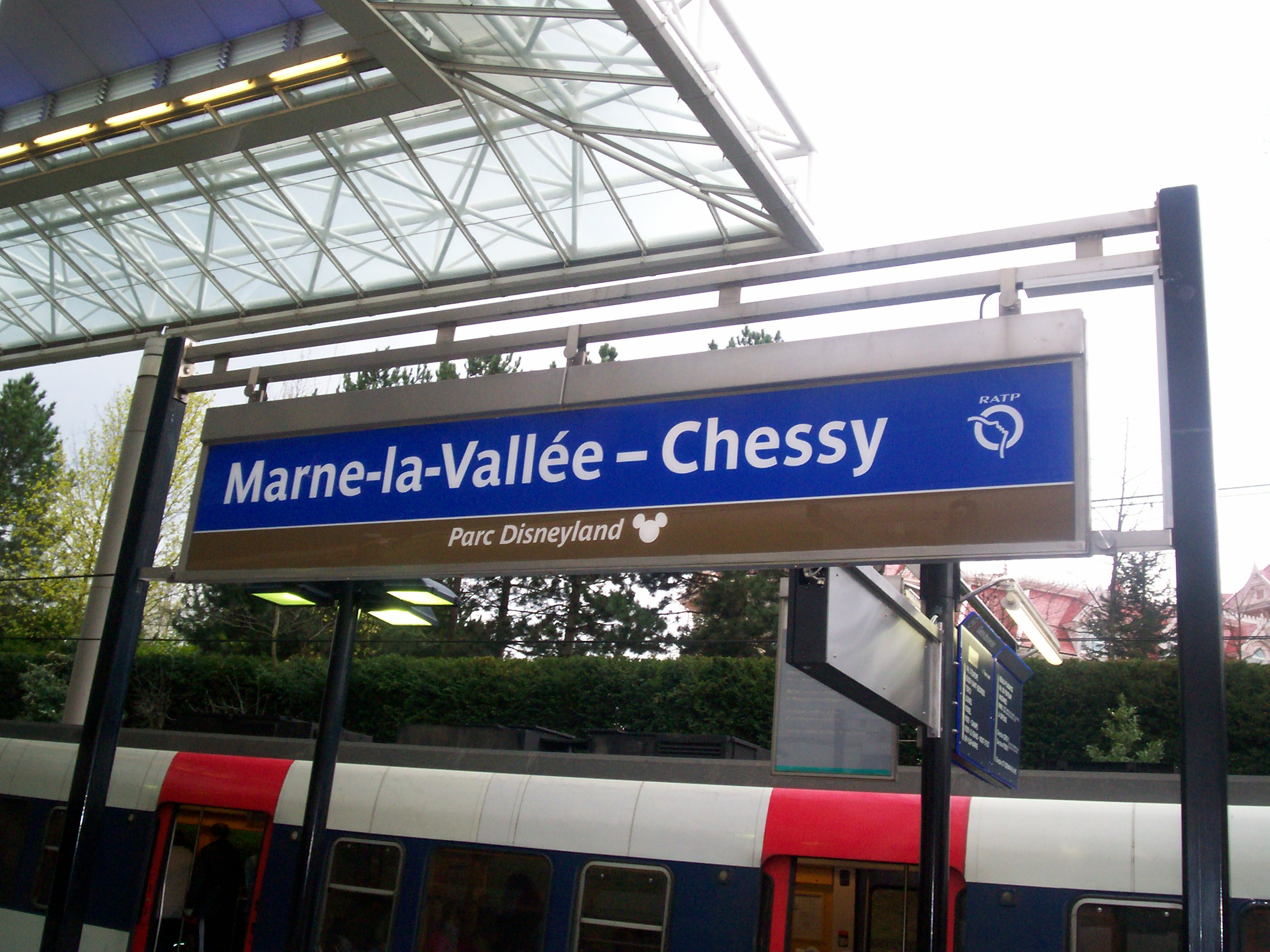
Cedule na nádraží Marne-la-Vallée–Chessy

V areálu se nachází železniční stanice Marne-la-Vallée-Chessy. Jde o konečnou stanici linky RER A, která park spojuje s Paříží. Rovněž zde staví vlaky TGV a vlaky Eurostar z Londýna (tzv. "Disney-Express").
Pro automobily je park napojen na dálnici A4, exit 14 "Marne-la-Vallée".

### Transfer z letiště
- Charles de Gaulle Airport (CDG)
  - z terminálu 2 je přímé spojení vlakem TGV do disneylandu, jízda trvá cca 10 minut.
  - z terminálu 3 pro nízkonákladové aerolinie je potřeba použít shuttle pro přesun na terminál 2 v kterém je stanice TGV
  - mimo TGV je možné použít i linku RER B, a ve stanici Châtelet – Les Halles přestoupit na RER A,
  - Autobusy Magical Shuttle, které jezdí mezi letištěm a Disney hotely
- Orly
  - Autobusy Magical Shuttle
- Beauvais
  - Autobusy Magical Shuttle

## Návštěvnost
Počet návštěvníků se v počátečních letech ustálil na zhruba 10 miliónech. Na konci 90. let vzrostl na 11 miliónů, v roce 2001 navštívilo park 12,3 miliónů lidí. V roce 2002 došlo k propadu návštěvnosti na 9,2 miliónů, v následujících letech opět vzrostla až na 12,8 miliónů v roce 2006. V následujícím roce to bylo již 14,5 miliónů návštěvníků a v roce 2008 15,3 miliónů. V tomto roce byl také přivítán 200 milióntý návštěvník od otevření. V roce 2009 klesla návštěvnost na 12,74 miliónů osob. Rekordních 16 miliónů návštěvníků park dosáhl v roce 2012, kdy slavil 20. výročí otevření. V následujících letech návštěvnost opět klesla (14,9 mil. v roce 2013, 14,2 mil. v roce 2014). V průměru navštíví 36 % návštěvníků Walt Disney Studios Park, 53 % Disneyland Park a 11 % Disney Village.
V roce 2015 navštívilo Disneyland Park 10 360 000 lidí, Walt Disney Studios 4 440 000.

## Vstupné
Základní jednodenní vstupenka umožňuje návštěvu jednoho z parků (Disneyland Park nebo Walt Disney Studios). V prodeji jsou také "Park Hopper" vstupenky, se kterými je možno během parky přecházet, a vstupenky vícedenní.
Dále existují roční předplatní vstupenky ("Annual Pass"), umožňující opakovaný vstup do parků po celý rok. Levnější verze ročních vstupenek neplatí pro dny s vysokou návštěvností, např. Vánoce.
Po vstupu do parku už se na jednotlivých atrakcích žádné vstupné neplatí. Výjimkou je střelnice Rustler Roundup Shootin' Gallery, ve které se puška aktivuje vhozením mince. Počet návštěv jednotlivých atrakcí také není omezen.